# Carmen Amoraga Toledo
Carmen Amoraga Toledo (Picanya, 7 de setembre de 1969) és una periodista, política i escriptora valenciana. Des de 2015 i fins a 2023 fou Directora General de Cultura i Patrimoni de la Generalitat Valenciana.

## Biografia
Amoraga és llicenciada en Ciències de la informació per la Universitat CEU Cardenal Herrera i ha treballat com a columnista en el diari Levante-El Mercantil Valenciano. També ha participat en tertúlies en Canal 9, Ràdio 9 i Punt Ràdio. Ha treballat com a assessora de relacions amb els mitjans de comunicació a la Universitat de València i també ha publicat a la Cartelera Turia.
Militant del PSPV (Partit Socialista del País Valencià), Amoraga ha estat regidora a l'Ajuntament de Picanya de 2007 a 2015 i a les eleccions a les Corts Valencianes de 2015, el candidat socialista Ximo Puig la situà en llocs capdavanters a la llista per València junt al també escriptor Fernando Delgado. Poc després de prendre possessió com a diputada a les Corts Valencianes deixà l'escó per a ser nomenada Directora General de Cultura i Patrimoni del govern valencià constituït pels socialistes i Compromís i presidit per Ximo Puig, càrrec que ocupà fins al 2023.

## Obra literària
La seva primera novel·la, Para que nada se pierda, va ser guardonada amb el II Premio de Novela Ateneo Joven de Sevilla. Després d'aquesta obra, va publicar La larga noche, que obtingué el premi de la Crítica Valenciana, i també Todas las caricias. Amb la seva obra Algo tan parecido al amor va ser finalista del Premi Nadal de 2007 i amb El tiempo mientras tanto va ser finalista del Premi Planeta el 2010. El 2014 va guanyar el Premi Nadal per la seva novel·la La vida era eso. Després d'un cert alentiment en l'activitat literària mentre exercí un càrrec polític, reprengué amb força la seva carrera com a escriptora al 2023.

## Obres
- 1991: Para que nada se pierda
- 2000: Todas las caricias
- 2003: La larga noche
- 2006: Palabras más, palabras menos
- 2007: Algo tan parecido al amor
- 2009: Todo lo que no te contarán sobre la maternidad (assaig).
- 2010: El tiempo mientras tanto
- 2012: El rayo dormido
- 2013: La vida era eso
- 2016: Enamorar(se)
- 2017: Basta con vivir
- 2023: El corazón imprudente
- 2024: La memoria infiel